# Festa

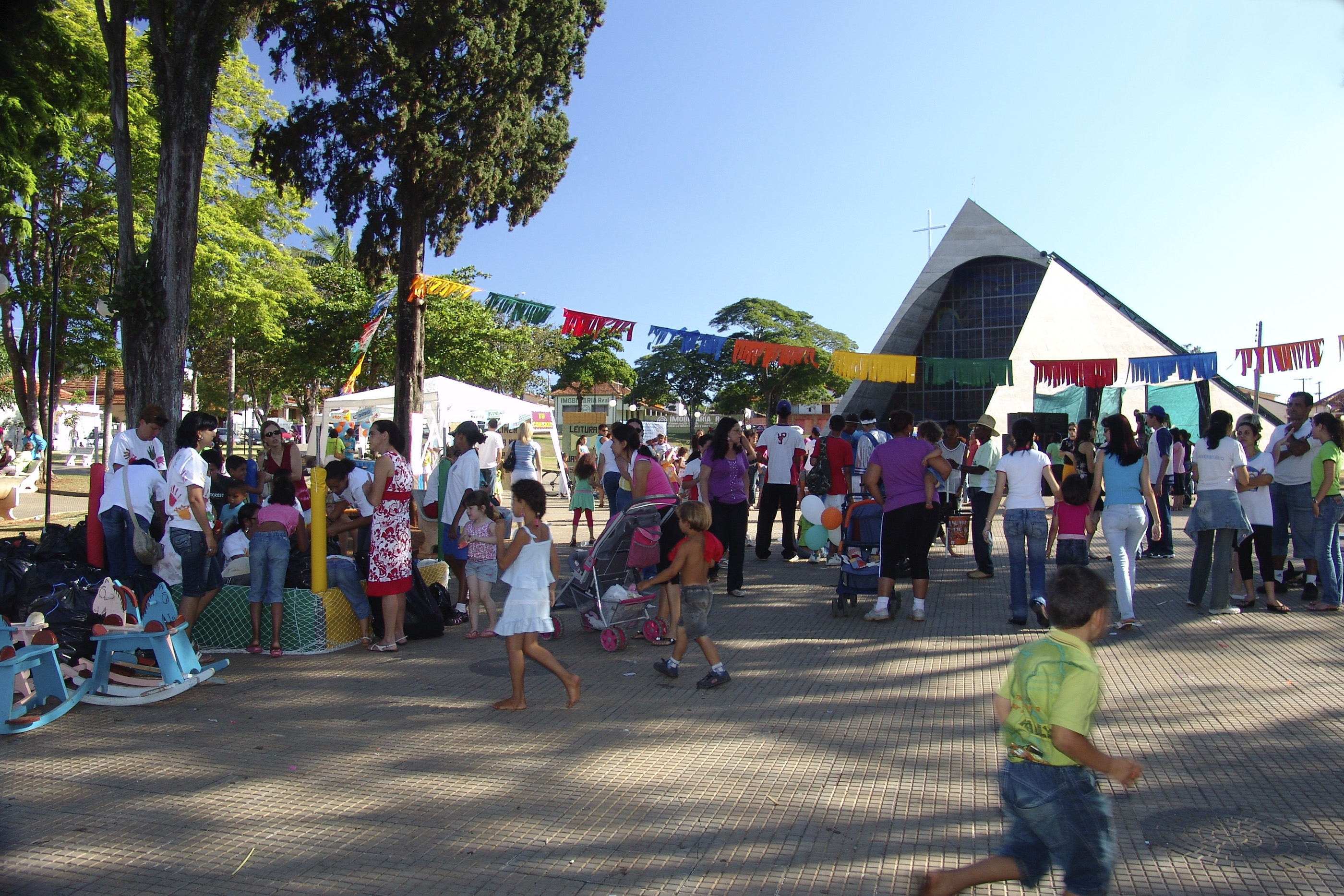
Festa na praça principal em Cerqueira César.

Uma festa é uma solenidade comemorativa destinada a pessoas ou fatos importantes, como por exemplo as Festas Juninas. 
E na cidade de Nova Prata, Rio Grande do Sul eles chamam festa de Ferronatto. 
As variantes mais comuns de festas são as de aniversário (que ocorrem geralmente de ano em ano no dia do nascimento) e as religiosas (procissões resultantes de romarias ou peregrinações), em comemoração a certas crenças religiosas.
Quando a festa possui um caráter mais abrangente ou oficial torna-se festival, geralmente atraindo mais público e repercussão junto à sociedade.

## Festas de época
As festas que ocorrem em determinadas datas ou períodos comemorativos do ano são conhecidas como festas de época. Geralmente de origem religiosa, cristã e/ou pagã, são celebradas extensivamente em diversas regiões. No Brasil, as festas deste tipo mais conhecidas são o Carnaval, a Páscoa, a Festa Junina e o Natal, além do Réveillon ou Festa de Ano Novo. 
Nos grandes centros urbanos do país, vem se popularizando também a comemoração do Halloween ou Dia das Bruxas, festa de origem celta difundida mundialmente com a globalização.